# Danijel Subašić
Danijel Subasic (nascut el 27 d'octubre de 1984) és un porter de futbol professional croat que juga amb l'AS Mònaco a la Ligue 1 francesa.

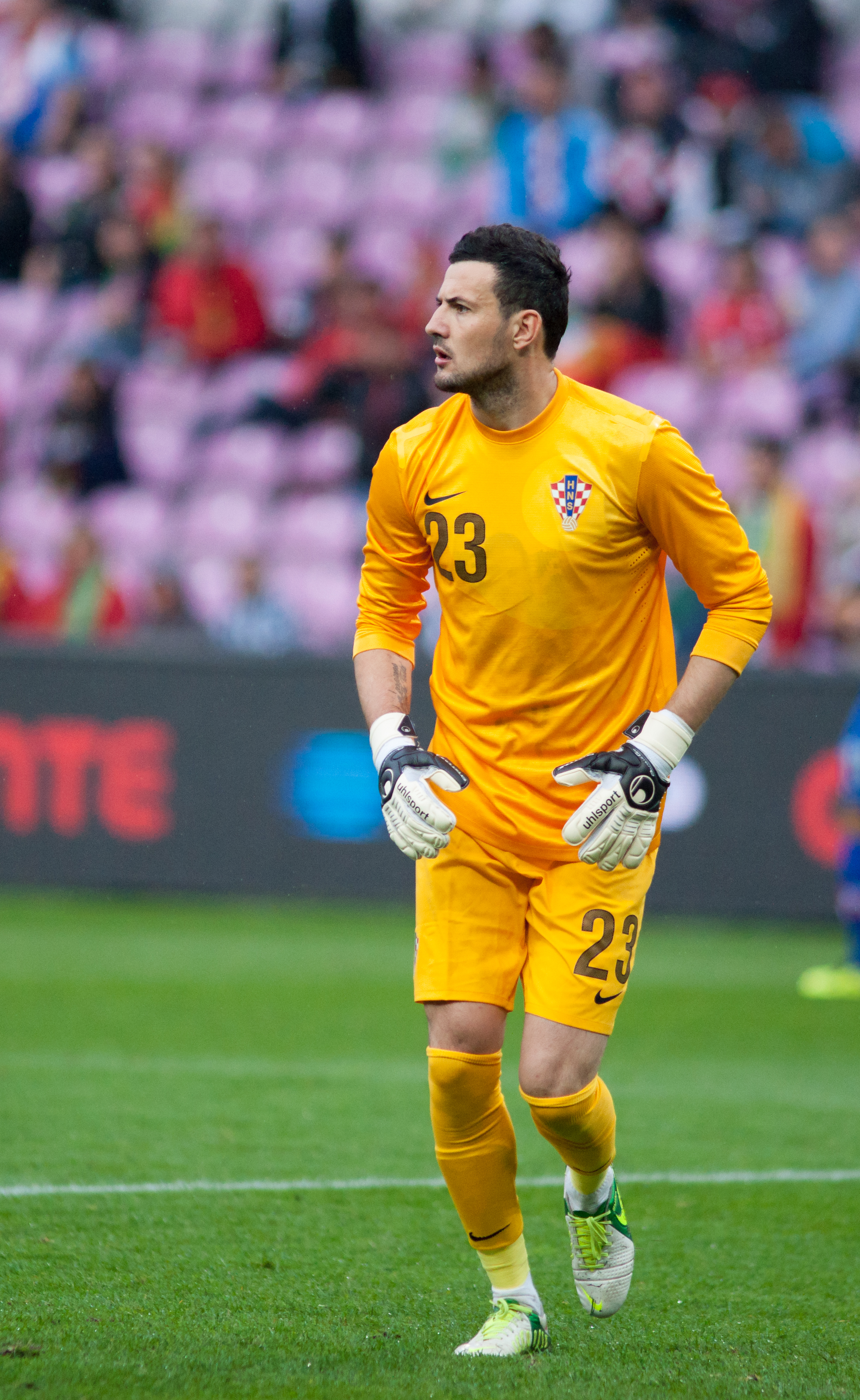
Danijel Subašić el 2013.